# Cosmiotes laquaeorum
Cosmiotes laquaeorum is een vlinder uit de familie van de grasmineermotten (Elachistidae). De wetenschappelijke naam van de soort is voor het eerst geldig gepubliceerd in 1971 door Dugdale.